# Podillia-Avia
Podillia-Avia (Oekraïens: ОАО "Хмельницкое авиапредприятие "Подилля-Авиа") is een Oekraïense luchtvaartmaatschappij met thuisbasis in Chmelnytsky.

## Geschiedenis
Podillia-Avia werd opgericht in 1992 onder de naam Khmelnitsky Aviation Enterprise als opvolger van Aeroflots Chmelnytsky-divisie. In 1999 werd de naam gewijzigd in Podillia-Avia, naar de regio Podolië.

## Vloot
De vloot van Podillia-Avia bestaat uit: (maart 2007)
- 1 Antonov AN-26B
- 1 Antonov AN-24V